# Episodi di Insecure (seconda stagione)
La seconda stagione della serie televisiva Insecure, composta da 8 episodi, è stata trasmessa sul canale statunitense HBO dal 23 luglio al 10 settembre 2017.
In Italia, la stagione è stata interamente pubblicata il 21 settembre 2018 sul servizio on demand Sky Box Sets.
| nº | Titolo              | Prima TV USA      | Pubblicazione Italia |
| -- | ------------------- | ----------------- | -------------------- |
| 1  | Hella Great         | 23 luglio 2017    | 21 settembre 2018    |
| 2  | Hella Questions     | 30 luglio 2017    | 21 settembre 2018    |
| 3  | Hella Open          | 6 agosto 2017     | 21 settembre 2018    |
| 4  | Hella LA            | 13 agosto 2017    | 21 settembre 2018    |
| 5  | Hella Shook         | 20 agosto 2017    | 21 settembre 2018    |
| 6  | Hella Blows         | 27 agosto 2017    | 21 settembre 2018    |
| 7  | Hella Disrespectful | 3 settembre 2017  | 21 settembre 2018    |
| 8  | Hella Prospective   | 10 settembre 2017 | 21 settembre 2018    |